# Kingsley Amunike
Kingsley Amunike (ou Amuneke), né le 27 juillet 1980, est un joueur de football nigérian qui évolue au poste de défenseur.

## Carrière

### Juniors
- 1992-1996 : Vancouver 86ers

### Seniors
- 1996-2000 : Eendracht Alost
- 2000-2002 : KFC Denderleeuw EH
- 2002-2003 : Fornos Algodres
- 2003-2004 : GD Mangualde
- 2004-2006 : Landskrona BoIS
- 2007 : IFK Värnamo
- 2008 : Asmundtorps IF